# Cantone di Sarlat-la-Canéda
Il Cantone di Sarlat-la-Canéda è una divisione amministrativa dell'arrondissement di Sarlat-la-Canéda.
A seguito della riforma approvata con decreto del 21 febbraio 2014, che ha avuto attuazione dopo le elezioni dipartimentali del 2015, è passato da 12 a 13 comuni.

## Composizione
I 12 comuni facenti parte prima della riforma del 2014 erano:
- Beynac-et-Cazenac
- Marcillac-Saint-Quentin
- Marquay
- Proissans
- La Roque-Gageac
- Saint-André-d'Allas
- Sainte-Nathalène
- Saint-Vincent-le-Paluel
- Sarlat-la-Canéda
- Tamniès
- Vézac
- Vitrac

Dal 2015 i comuni appartenenti al cantone sono i seguenti 13:
- Beynac-et-Cazenac
- Marcillac-Saint-Quentin
- Marquay
- Proissans
- La Roque-Gageac
- Saint-André-d'Allas
- Saint-Vincent-de-Cosse
- Saint-Vincent-le-Paluel
- Sainte-Nathalène
- Sarlat-la-Canéda
- Tamniès
- Vézac
- Vitrac